# Lijst van nummer 1-hits in de Vlaamse Top 50-jaarlijst
Lijst van nummer 1-hits in de jaarlijst van de Vlaamse Ultratop 50
| Jaar | Artiest                              | Titel                                    |
| ---- | ------------------------------------ | ---------------------------------------- |
| 1995 | Guus Meeuwis & Vagant                | Het is een nacht... (Levensecht)         |
| 1996 | Andrea Bocelli                       | Con te partirò                           |
| 1997 | Elton John                           | Something about / candle in the wind '97 |
| 1998 | Céline Dion                          | My Heart Will Go On                      |
| 1999 | Britney Spears                       | ...baby one more time                    |
| 2000 | Krezip                               | I would stay                             |
| 2001 | Geri Halliwell                       | It's Raining Men                         |
| 2002 | Las Ketchup                          | The Ketchup Song (Aserejé)               |
| 2003 | The Underdog Project vs. The Sunclub | Summer jam 2003                          |
| 2004 | Xandee                               | 1 life                                   |
| 2005 | Artiesten voor Tsunami 12-12         | Geef een teken                           |
| 2006 | Marco Borsato                        | Rood                                     |
| 2007 | Fixkes                               | Kvraagetaan                              |
| 2008 | Amy Macdonald                        | This Is the Life                         |
| 2009 | Lady Gaga                            | Poker Face                               |
| 2010 | Stromae                              | Alors on danse                           |
| 2011 | Gotye & Kimbra                       | Somebody That I Used to Know             |
| 2012 | Michel Teló                          | Ai se eu te pego                         |
| 2013 | Avicii                               | Wake Me Up                               |
| 2014 | Pharrell Williams                    | Happy                                    |
| 2015 | Mark Ronson ft. Bruno Mars           | Uptown Funk                              |
| 2016 | Justin Timberlake                    | Can't Stop the Feeling                   |
| 2017 | Ed Sheeran                           | Shape of You                             |
| 2018 | Calvin Harris & Dua Lipa             | One Kiss                                 |
| 2019 | Lewis Capaldi                        | Someone You Loved                        |
| 2020 | The Weeknd                           | Blinding Lights                          |